# Husar

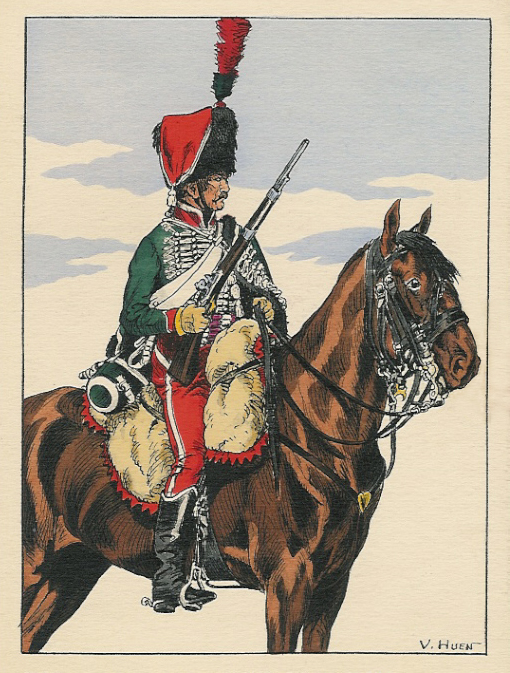
Francouzský husar – příslušník 8. pluku z roku 1804

Husar (maďarsky huszár, množ. číslo huszárok, polsky husarz, slovensky husár) byl původně příslušník tělesné stráže uherského krále Matyáše Korvína, v 15. století jezdectvo, později příslušník vojenské lehké jízdy v uherské části habsburské monarchie. Poté byli husaři zavedeni i v jiných armádách. Slovo husar je odvozeno z maďarské číslovky húsz, tj. 20, protože původně bojovali v jednotkách po dvaceti mužích. Jindy se původ slova hledá v srbském gusar (гусар), tj. „pirát, nájezdník“, příbuzném českému slovu korzár, protože obě mají původ v latinském cursarius, tj. „nájezdník“.
Nápadní byli obzvláště barevnou uniformou s kabátcem, který se mimo zteč nosil pověšený přes rameno. Uniforma byla složena z krátkého zdobného kabátce (tzv. dolomanu) s hustým šněrováním a úzkých kalhot s výšivkami na stehnech, vycházela z uherského národního kroje. Ve výzbroji byla šavle, pistole a krátká karabina.
Husarské oddíly byly zařazeny ve všech armádách významných mocností v dobách romantismu a přežily až do počátku 20. století. Jednalo se o prestižní jednotky a mladí šlechtici byli přidělováni zpravidla právě k nim.
Znakem pruských husarů byla lebka se zkříženými hnáty.

## Polští okřídlení husaři
V Polsku se z husarů vyvinula elitní těžká jízda – husaria neboli křídlatí husaři. Polští husaři byli vyzbrojeni kopími, dlouhými meči – končíři a vybaveni přílbou a kyrysem. Typickým znamením polských husarů byla křídla z dřevěných latí ozdobených ptačím peřím a upevněná na ramenou husara. Křídla představovala nejen ozdobu či odznak, ale měla i praktickou funkci – bránila nepřátelským Tatarům chytit husara do lasa.